# Kripton
A kripton egy nemesgáz, a periódusos rendszer 36. eleme. A vegyjele Kr. Szobahőmérsékleten gáz-halmazállapotú.

## Felfedezése
1898-ban fedezte fel William Ramsay és Morris William Travers. A neve a görög eredetű krüptosz szóra vezethető vissza; jelentése rejtőzködő.

## Fizikai adatai
A kripton a többi nemesgázhoz hasonlóan egyatomos gázként létezik, színe, íze nincsen, a hőt és az elektromosságot nem vezeti. Fénycsőben (kisülési csőben) halvány ibolya színű fényt áraszt. 19 izotópja közül 6 stabil.

## Vegyületei
A kripton nemesgáz, így inert, azaz semleges gáz. Ez azt jelenti, hogy nem lép semmilyen más anyaggal reakcióba. 1962-ben azonban sikerült laboratóriumban kripton-vegyületeket előállítani. A kripton gerjesztett állapotban képes vegyületeket alkotni a fluorral, az oxigénnel és a fluorral együtt, a fluorral és a platinával együtt, illetve a fluorral és az antimonnal együtt. A 6 fluor és 1 kriptonból álló 7 atomos molekula stabilabbnak bizonyult, így ennek van gyakorlati felhasználása is (lézertechnológiában). Később előállítottak kriptonból és radonból álló vegyületeket, bár ezek nem voltak stabilak a radon bomlása miatt.

## Felhasználása

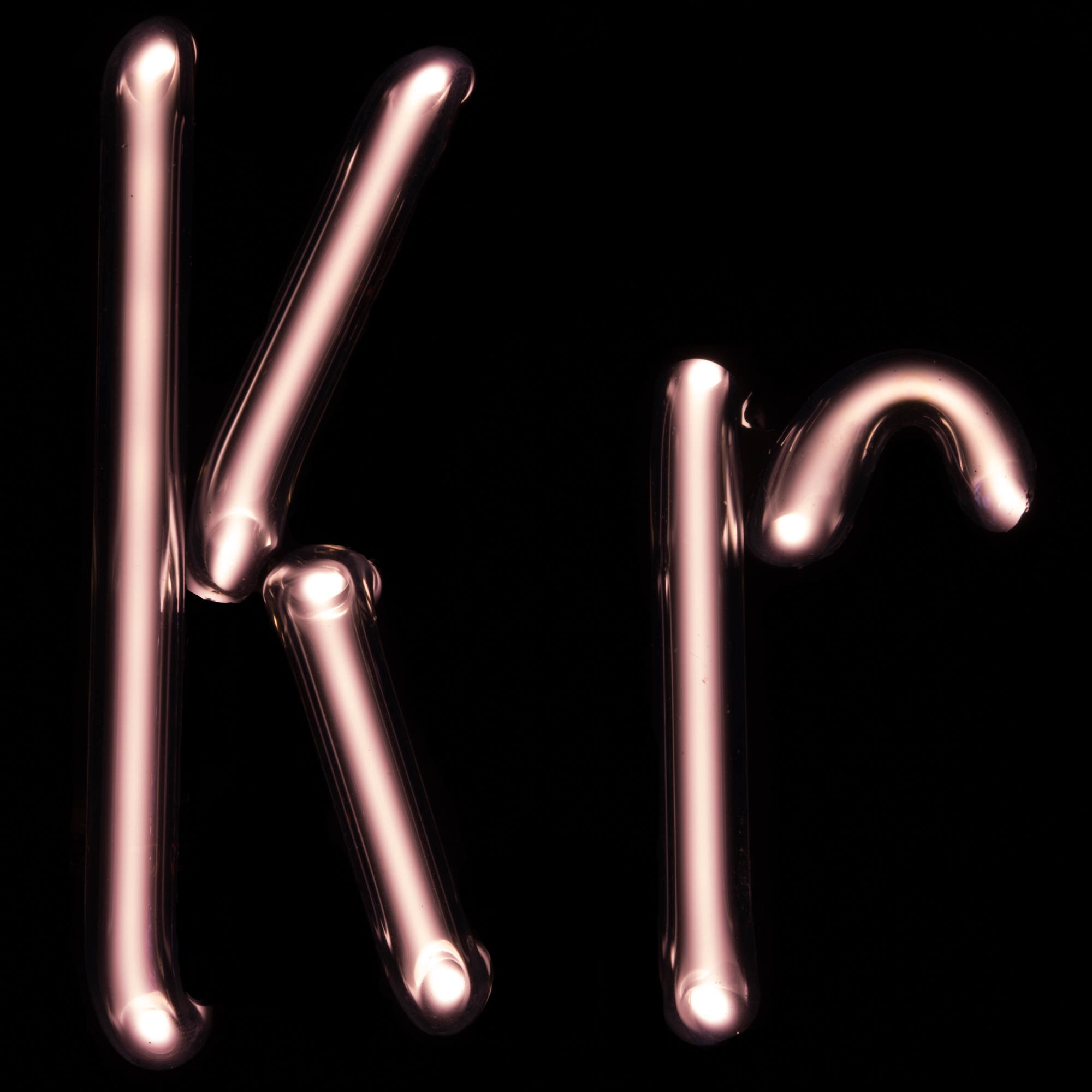
Kriptonnal töltött kisülési cső

A kripton a levegő 1/900000-ed részét alkotja (pontosan: 0,000114%-a), ami azt jelenti, hogy 1000 liter levegőből 1,1 ml kripton állítható elő. A levegő hűtésekor -150 Celsius-fokon a kripton folyékonnyá válik, amit szobahőmérsékletre visszamelegítve már tiszta kriptonként izzólámpákba töltenek. A kriptonnal töltött izzó Bródy Imre találmánya, gyártása a TUNGSRAM-nál kezdődött el. A kripton fluorral alkotott vegyületét alkalmazzák lézeres tisztítási eljárásokban. Reklám- és dekorációs célokra szolgáló neoncső töltésére is használatos. A kriptontöltésű neoncső törtfehér fényt bocsát ki.